# ریوان-جی
ریوان-جی (Shinjitai: 竜安寺, Kyūjitai: 龍安寺, معبد اژدهای آرام)
یک معبد ذن در شمال‌غرب کیوتو در ژاپن است که در ۱۴۵۰ بنا شد. این معبد متعلق به آیین بودایی ذن، فرقه رینزایی-ذن، مکتب میوشین-جی است.
باغ ذن این مجموعه بسیار مشهور است و ساختمان معبد جزو آثار تاریخی و باستانی کیوتو و میراث جهانی یونسکو است.

## باغ ذن

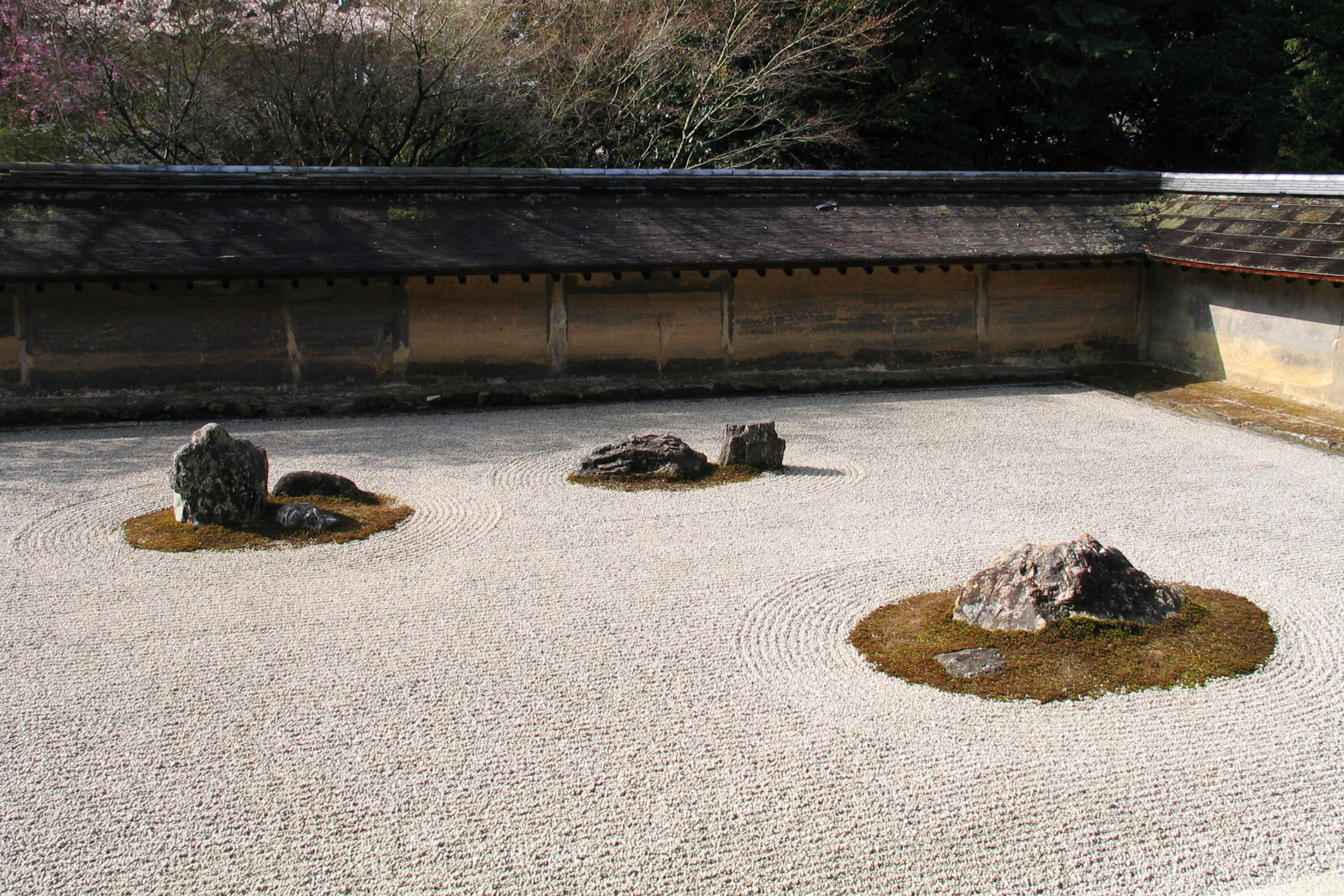
باغ خشک در ریوآنجی (کیوتو، ژاپن)

باغ ذن این معبد ۱۵ سنگ دارد که در مستطیلی مملو از شن قرار دارند و چند درخت نیز در انتهای باغ وجود دارد. شن نماد آب است وصخره‌ها نماد کوه. این باغ یک منظرهٔ ذهنی است که سادگی آن انسان را به سوی تزکیه نفس می‌کشاند.
یک پیشوای ذن به نام Tesreu Soki دربارهٔ باغ می‌نویسد: «در اینجا تقلیل دادن سی هزار فرسنگ به یک پا کاملاً محسوس است.» به گفتهٔ برخی خود او طراح این باغ بوده‌است.
تفاسیر گوناگونی از این باغ وجود دارد. به عنوان مثال این صخره‌ها را به ببر ماده و توله‌هایش در حال عبور از رود خانه تشبیه کردند، یا دیاگرام نقطه‌های مشخصی در کهکشان را با نقاط قرارگیری صخره‌ها مقایسه کردند؛ ولی بهترین تفسیر این است که در فضای این باغ قدرتی است که به انسان نوعی آرامش مطلق را تلقین می‌کند و در این فضا، رازی است که با هیچ واژه‌ای نمی‌توان توصیف کرد

## نگارخانه

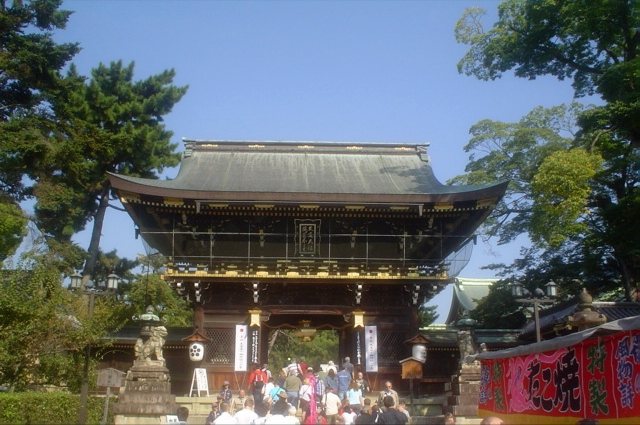
ورودی معبد
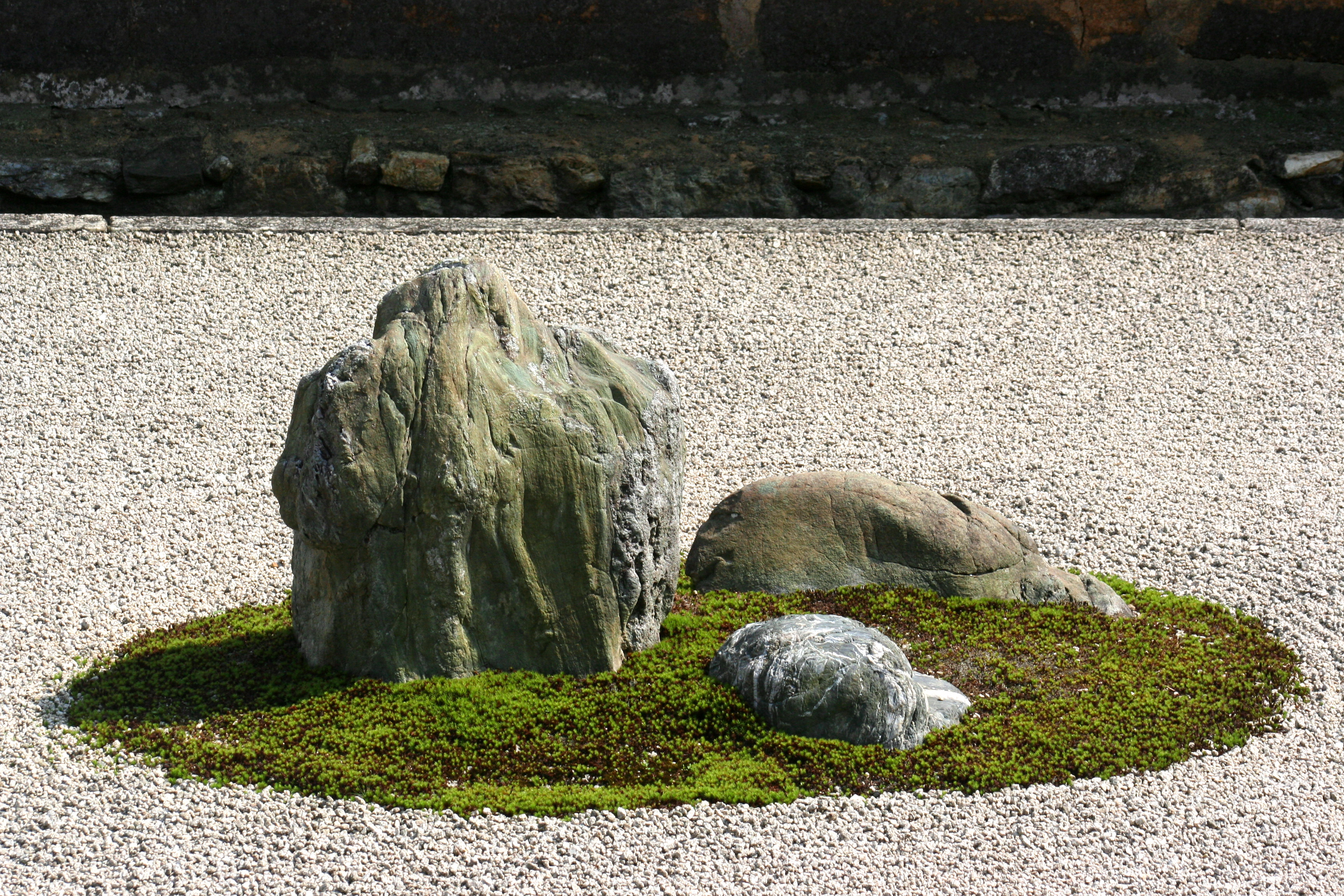
نمای نزدیک باغ ذن
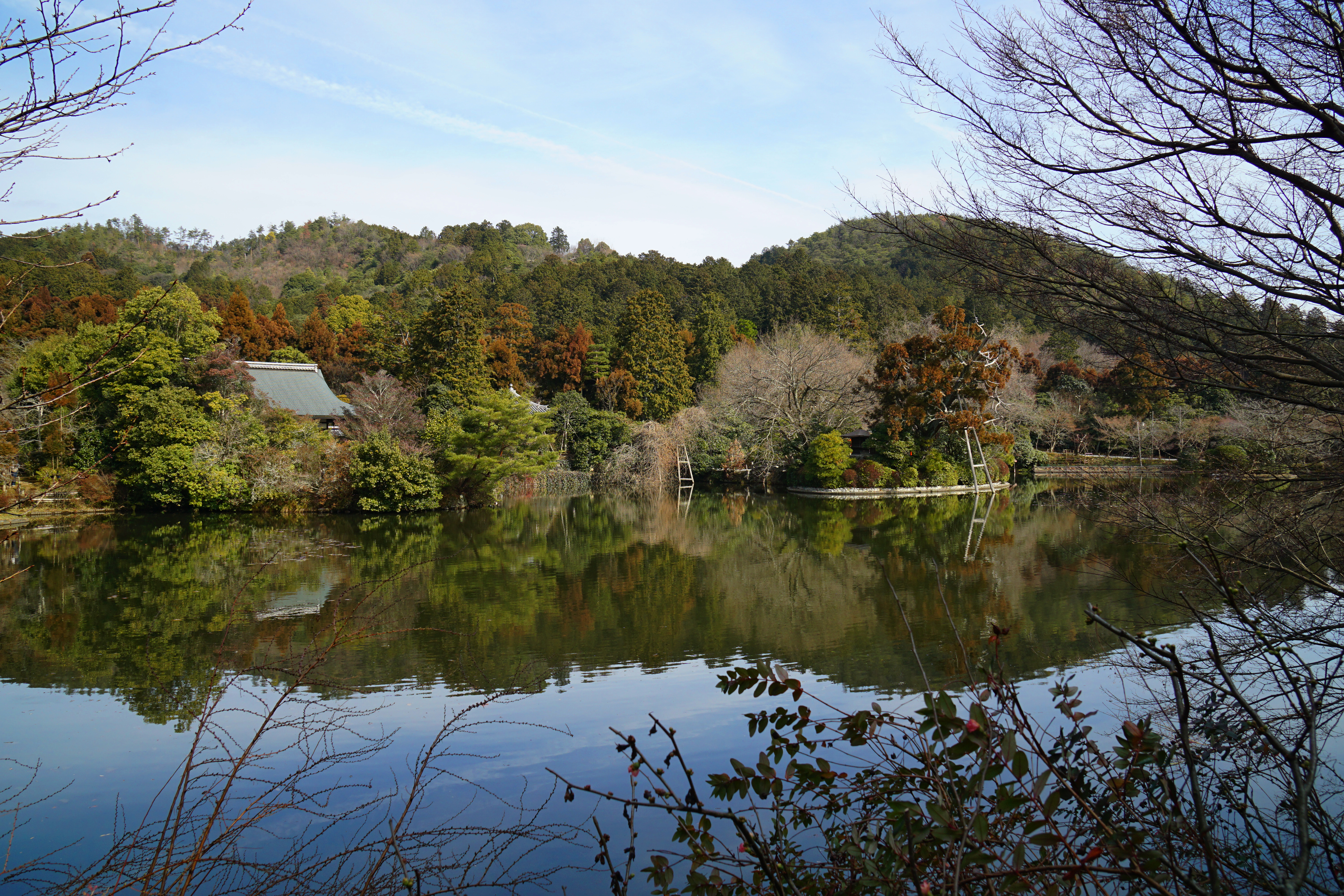
دریاچه ساخته شده در سده ۱۲ به عنوان باغ آبی
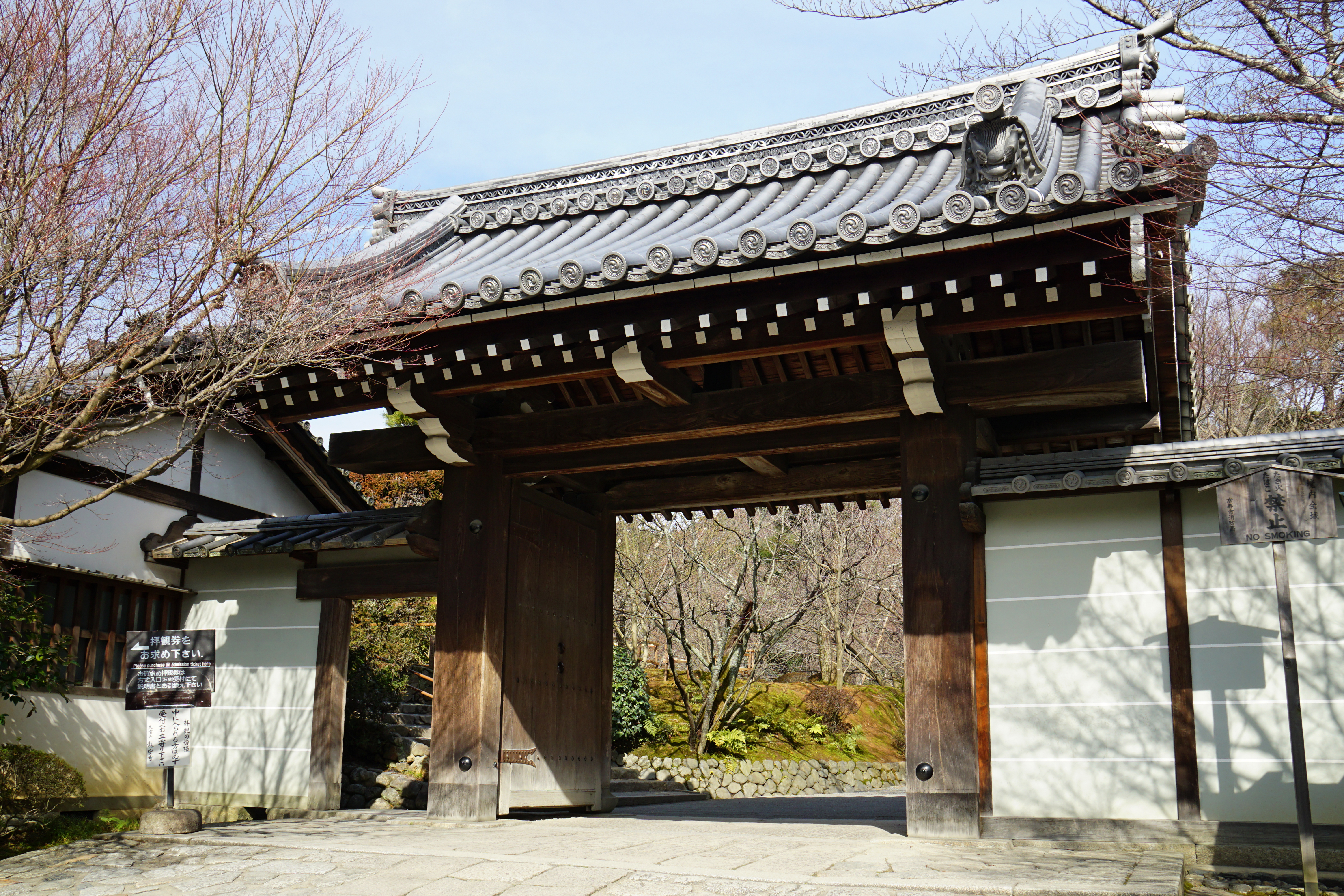
Sanmon دروازه معبد
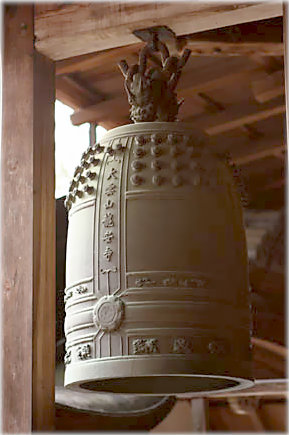
زنگ معبد
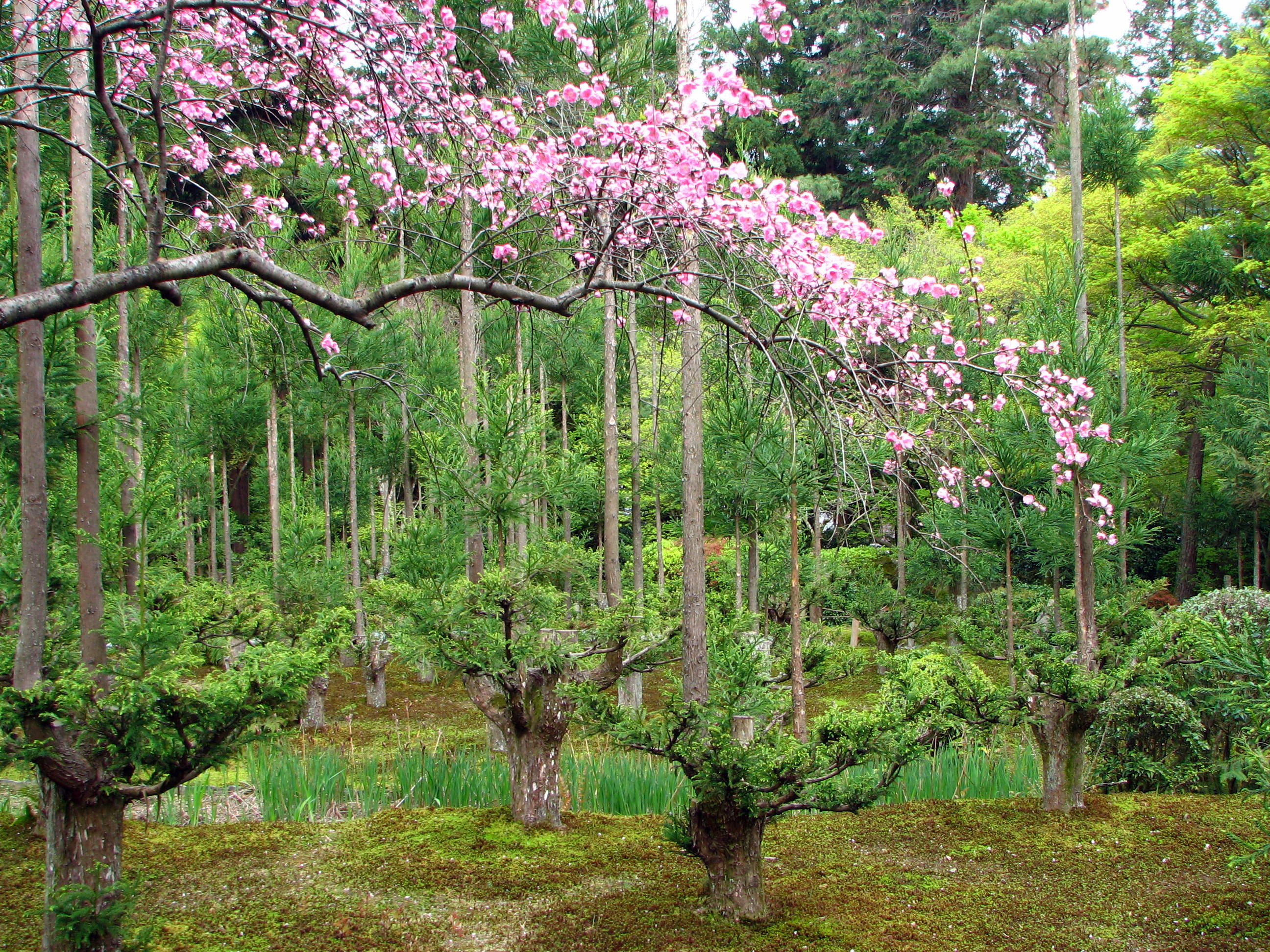
باغ‌های رویان جی
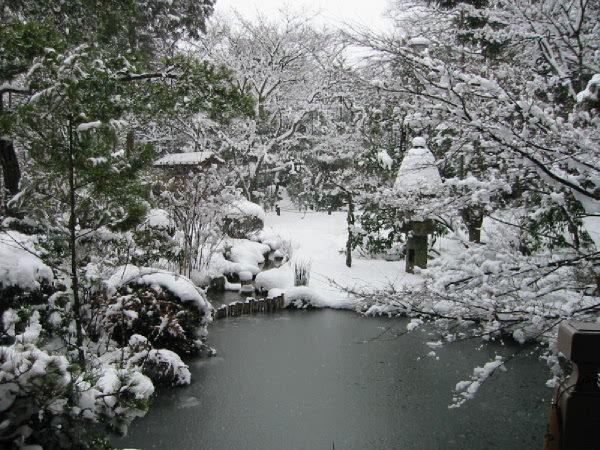
باغ بیرون چای‌خانه (زمستان)
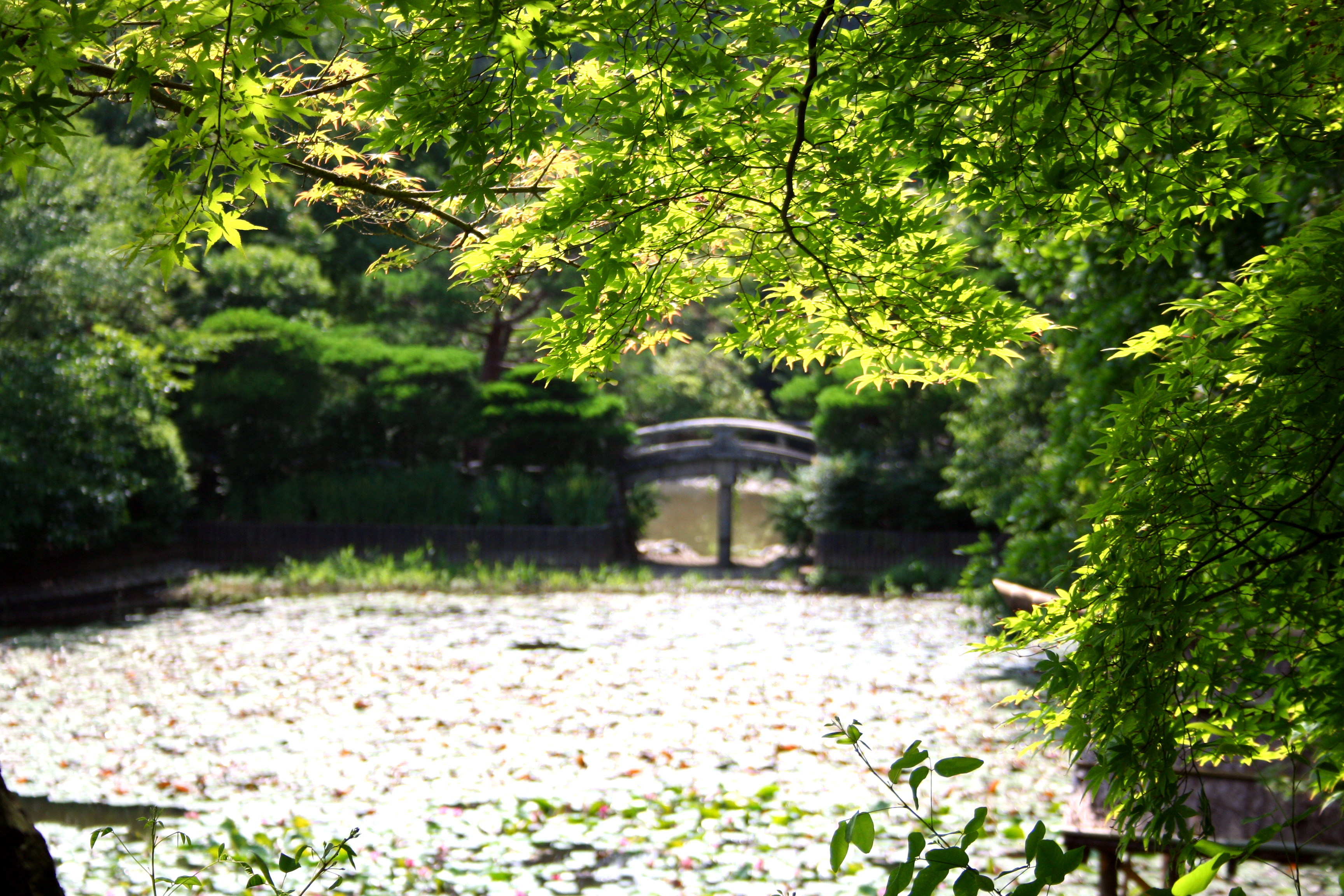
دریاچه و پل کوری (سالن اصلی) در تابستان
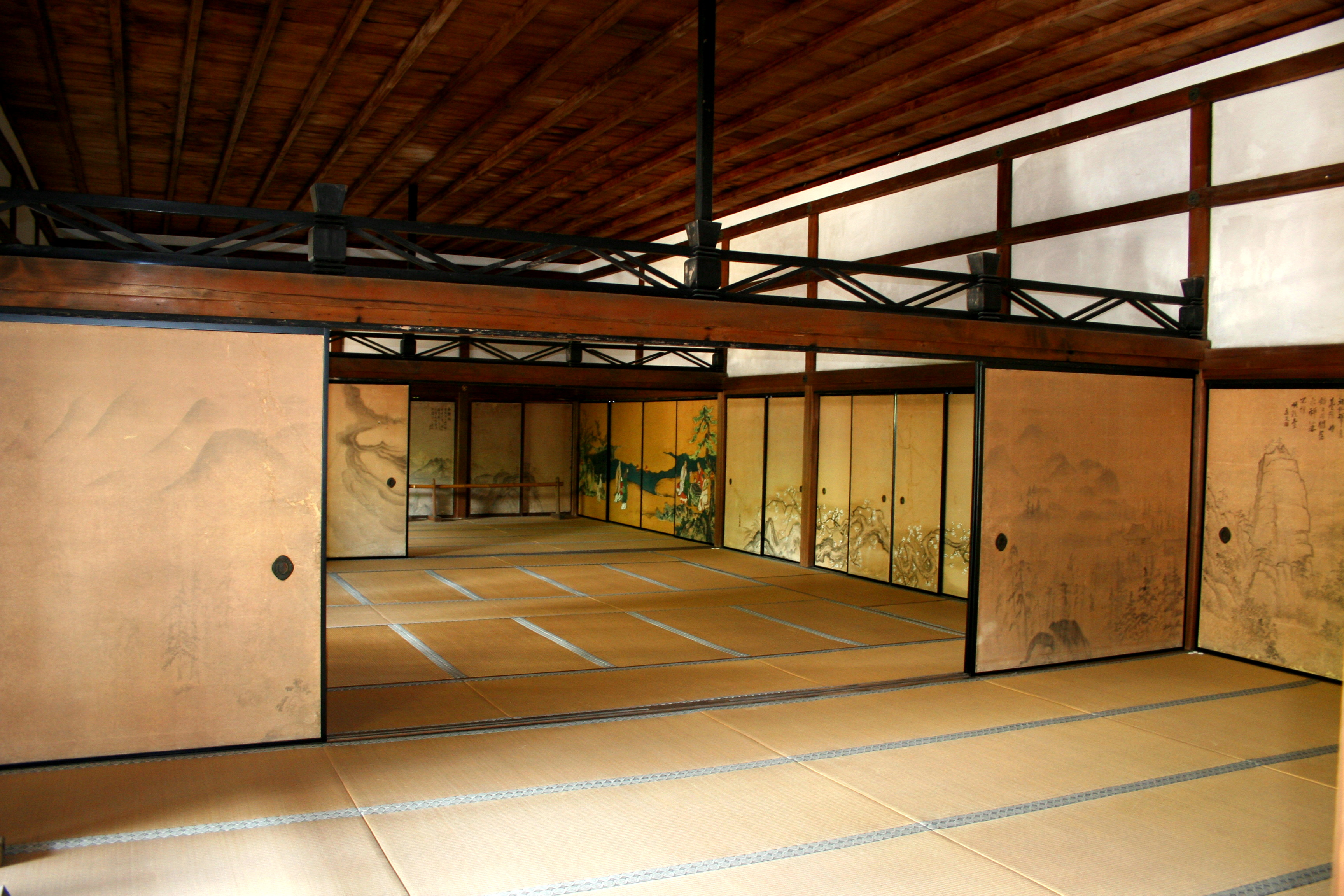
درون کوری (سالن اصلی)
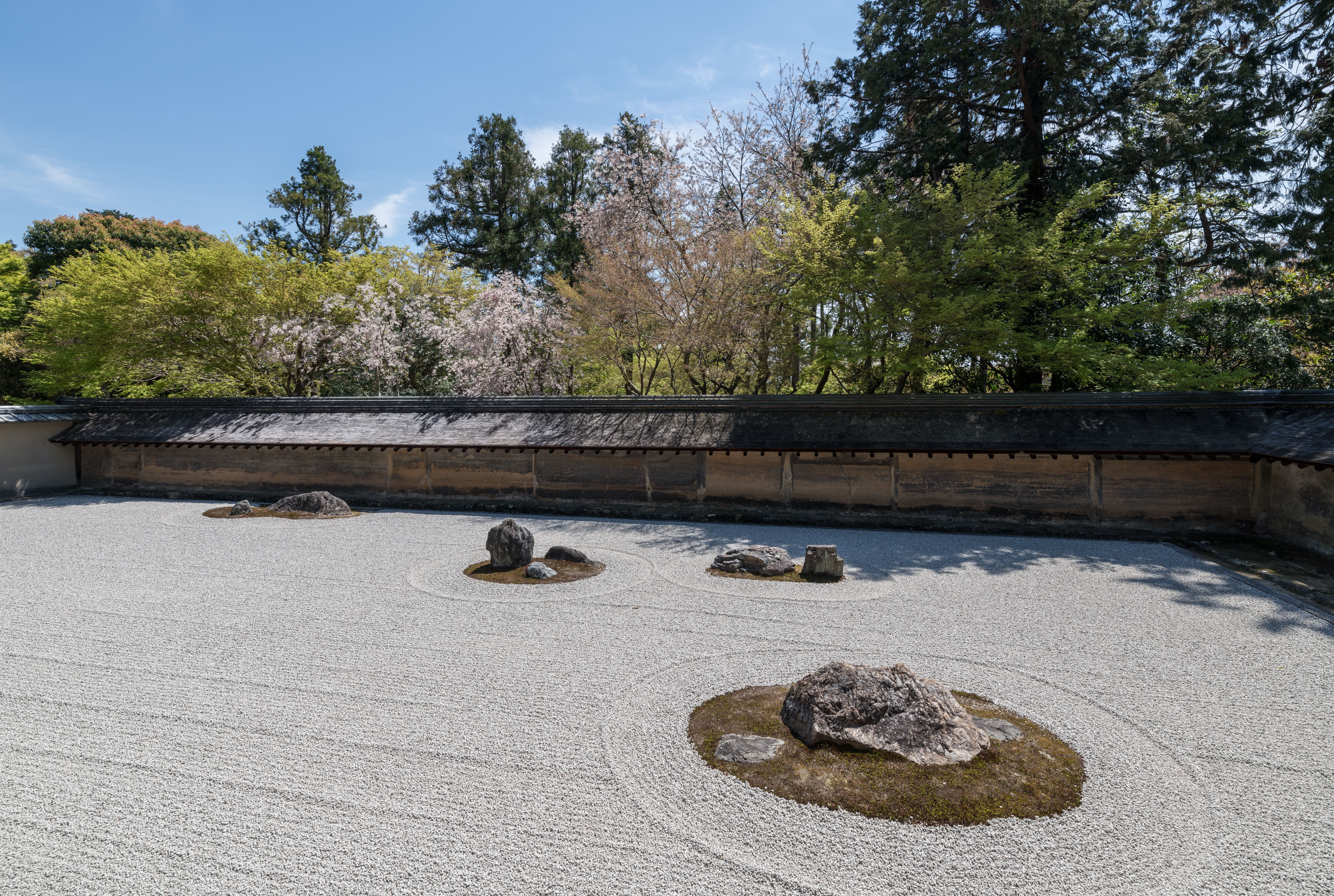